# Цветодвор
Цветодвор — упразднённый хутор в Минераловодском районе Ставропольского края.

## География
Хутор располагался в юго-восточной части края, в долине реки Кума, в 3 км к юго-западу от с. Ульяновка.

## История
Меннонитский хутор Блюменгоф основан в 1899 г. Позже переименован в Цветодвор.
В 1927 г. входил в состав Николаево-Степновского сельсовета. На карте 1928 года обозначены Цветодвор I и Цветодвор II.
Исчез, по видимому, в годы Великой Отечественной войны, после высылки немецкого населения с Кавказа. Встречается на американской карте 1950-х годов.

## Население[1]
| Год     | 1909 | 1920 | 1926 |
| ------- | ---- | ---- | ---- |
| Человек | 30   | 71   | 78   |

## Транспорт
Просёлочные дороги связывали с населёнными пунктами Новогодний, Красная Долина, Безводный